# آبراهم ویلون
آبراهم ویلون (انگلیسی: Abraham Villon؛ زادهٔ ۱۳ مارس ۱۹۹۰) بازیکن فوتبال اهل ایالات متحده آمریکا است.
از باشگاه‌هایی که در آن بازی کرده‌است می‌توان به اشاره کرد.
وی همچنین در تیم‌های ملی فوتبال ایالات متحده آمریکا، ایالات متحده آمریکا، United States men's national under-17 soccer team، و United States men's national under-18 soccer team بازی کرده‌است.